# KT (енергія)
| Значення kT at 25 °C (298 K) | Одиниці     |
| ---------------------------- | ----------- |
| kT = 4.11×10−21              | Дж          |
| kT = 4.114                   | pN⋅nm       |
| kT = 9.83×10−22              | кал         |
| kT = 25.7                    | меВ         |
| Пов'язані величини           |             |
| kT/hc = 200                  | см−1        |
| kT/e = 25.7                  | мВ          |
| RT = kT ⋅ NA = 2.479         | кДж⋅моль−1  |
| RT = 0.593                   | кКал⋅моль−1 |
| h/kT = 0.16                  | пс          |

kT — добуток сталої Больцмана k та температури T. Цей добуток використовується у фізиці як масштабуючий коефіцієнт для значень енергії в системах з молекулярними масштабами (інколи використовується, як одиниця енергії), як розміри та частоти в багатьох процесах та явищах, залежних не від самої енергії, а від співвідношення енергії та kT, тобто E/kT (див. рівняння Арреніуса). Для рівноважних систем у канонічному ансамблі імовірність, що система буде у стані з енергією E пропорційна до e−ΔE / kT.
Більш фундаментально, kT це кількість теплоти, що потрібна для збільшення термодинамічної ентропії системи, в природних величинах на один нат E / kT, а значить, репрезентує кількість ентропії на молекулу у природних одиницях.
У макроскопічних системах з великою кількістю молекул зазвичай вживається значення RT — джоулі на моль (система SI) (Дж/моль): (RT = kT ⋅ NA).

## RT
RT добуток молярної газової сталої, R, та температури, T. Цей добуток використовується у фізиці як масштабуючий коефіцієнт для значень енергії в макроскопічних масштабах (іноді використовується як псевдовеличина для енергії), у багатьох процесах та явищах, залежних не від самої енергії, а від співвідношення енергії та RT, напр. E/RT. Одиниця SI для RT — джоуль на моль (Дж/моль).
Він відрізняється від kT тільки на множникчисла Авогадро. Його розмірність — енергія, або [M L2 T−2], виражена в одиницях SI у джоулях:
kT = RT /NA